# Emanuel Swedenborg
Pour les articles homonymes, voir Swedenborg (homonymie).
Emanuel Swedenborg, né le 29 janvier 1688 à Stockholm et mort le 29 mars 1772 à Londres, est un scientifique, théologien et philosophe suédois du XVIIIe siècle. Son nom originel Emanuel Svedberg (ou Swedberg) est devenu officiellement Swedenborg après son anoblissement.
Dans la première partie de sa vie, Swedenborg est un scientifique et un inventeur prolifique. Ceci lui vaut alors dans certains cercles le surnom de Léonard de Vinci du Nord ou encore d’Aristote de Suède. À l’âge de cinquante-six ans, il déclare être entré dans une phase spirituelle de sa vie et a des rêves et des visions mystiques dans lesquels il discute avec des anges et des esprits, voire avec Dieu et Jésus-Christ, et visite le Paradis et l'Enfer.

## Biographie

### Les années de formation
Emanuel Swedenborg naît le 29 janvier 1688 à Stockholm. Son père, Jesper Swedberg (en), était un pasteur luthérien d'origine modeste qui, d'aumônier militaire, devint ensuite professeur de théologie à l'université d'Uppsala et évêque de Skara grâce à l'appui de Charles XI. Sa mère était Sarah Behm, fille d'Albrecht Behm, Assesseur du Bureau Royal des Mines. Jesper Svedberg et Sarah Behm auront ensemble neuf enfants. Jesper Svedberg transmet notamment à son fils son intérêt pour les thèses piétistes et sa croyance en la présence des anges et des esprits sur Terre. Ayant accédé à la charge d'évêque à Skara, il ne peut plus superviser l'éducation de son fils, Emanuel, resté à Uppsala. Il est élevé par sa sœur Anna et son beau-frère Ericus Benzelius, bibliothécaire en chef de l'université d'Uppsala et futur archevêque de Suède avec lequel Swedenborg maintiendra des relations étroites sa vie durant.
Emanuel s'inscrit en 1704 à l'université d'Uppsala où il obtient son doctorat en philosophie en 1709, avec une thèse sur les sentences de Sénèque et de Publilius Syrus. Pour se délasser, il tient les orgues de la cathédrale d'Uppsala. En 1710, il entreprend son Grand Tour à travers l'Europe. À l'issue d'une traversée mouvementée, il gagne l'Angleterre et se rend à Londres, où il manque de se faire pendre pour manquement — involontaire — aux règles de la quarantaine. Il restera deux ans et demi tantôt à Londres, tantôt à Oxford où il suit des cours à l'Université : il y étudie la physique, la mécanique et la philosophie et y rencontre Halley, Woodward et Flamsteed, mais ne put rencontrer Newton. Il loge chez différents artisans auprès desquels il s'initie à l'horlogerie, à l'ébénisterie ainsi qu'à la fabrication d'instruments de mesure.
Il passe ensuite en Hollande, d'abord à Leyde en 1712, où il apprend à fabriquer des lentilles optiques et où il fréquente l'observatoire astronomique, puis à Utrecht, où se négocie alors le traité d'Utrecht et où il se lie avec l'ambassadeur de Suède, Palmqvist. Puis il gagne la France par Bruxelles. À Paris il fréquente l'Abbé Jean-Paul Bignon, rencontre l’astronome La Hire et l’algébriste Varignon. En 1714, à la demande de son père, il rentre en Suède : de Lille, il gagne Hambourg et fait halte à Rostock d'où il écrit à Benzélius, futur évêque d'Uppsala, une lettre dans laquelle il énumère quatorze inventions qu'il a conçues: machine à vapeur, machine volante, sous-marin, fusil à air comprimé, pompe à mercure, poêle à combustion lente, nouveau type d'écluse, pendule à eau représentant le mouvement des planètes, etc.
Il arrive en Suède au printemps 1715, accompagné d'une Dame Feif. Il fait paraître une œuvre littéraire et poétique qu'il a composée pendant ses pérégrinations, les Jeux d'Helicon (Ludus Heliconius, sive carmina miscellanea quae variis in locis cecinit) ; il publie également à Greifswald un autre petit écrit littéraire intitulé Muse boréale (Camoena borea, sive favellae Ovidianis similes).

### Période scientifique

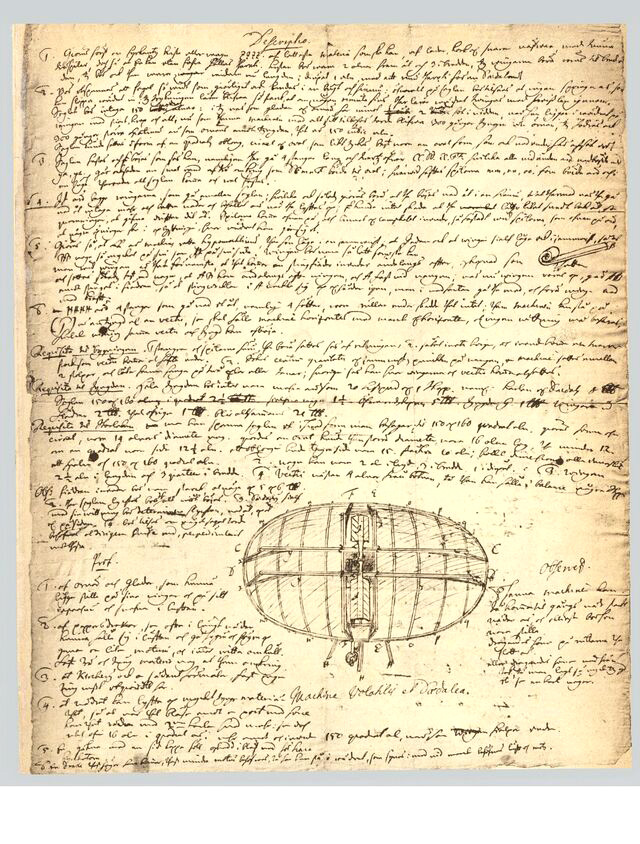
La machine volante, dessinée dans son carnet de 1714. Le pilote est assis au centre et pagaie dans l'air.

De retour en Suède en 1715, il se consacra aux sciences et à l'invention pendant une vingtaine d'années. De 1716 à 1718, il crée, avec son ami Christopher Polhem, le premier journal scientifique suédois intitulé Daedalus Hyperboreus (Dédale hyperboréen), qui contient les premiers travaux de la Société royale des sciences d'Uppsala dont Swedenborg fut un des premiers membres, et où sont mentionnées les inventions mécaniques du philosophe.
Swedenborg est présenté par Polhem au roi Charles XII à Lund. Le roi, appréciant ses talents, le nomme Assesseur au Collège des Mines le 18 décembre 1716. Il a pour mission d'assister Christopher Polhem dans l'exécution de divers grands travaux comme les docks de Karlskrona, les écluses du lac Väner et de Göteborg ou encore les installations hydrauliques de Trollhättan. En 1718, il publie, toujours en latin, Méthode nouvelle pour trouver les longitudes par les observations lunaires, puis un traité rédigé en suédois comprenant dix volumes, sur l'algèbre le calcul différentiel et intégral, la mécanique et la balistique.
En 1719, il est anobli, ce qui lui confère le droit de siéger à la chambre haute du Parlement suédois. Cette même année, il publie en suédois différents traités sur le mouvement de la Terre et des planètes, ainsi qu'un traité sur la hauteur des eaux et les fortes marées dans le monde primordial.
Dans les années 1720 et 1721, il visite les mines de Suède. En 1721, il fait un court séjour à Amsterdam pour y publier en latin cinq traités d'ordre scientifique : le Prodrome des principes de philosophie naturelle, les Observations et découvertes sur le fer et le feu, la Nouvelle Méthode pour déterminer sur terre ou sur mer les longitudes géographiques des lieux, l' Art de construire les docks et une nouvelle méthode pour la construction des digues, l' Art d'apprécier la force mécanique des navires. Il part de Hollande vers Aix-la-Chapelle, Liège et Cologne pour y visiter des mines. Séjournant à Leipzig en 1722, il y fait paraître ses Mélanges d'observation sur les minéraux, le feu et les gisements des montagnes. Arrivé à Hambourg après avoir visité les mines de Saxe, il ajoute un quatrième volume aux Mélanges pour y traiter du fer et des stalactites de la grotte de Baumann. Il repart de Hambourg visiter les mines de Brunswick, de Gosslar, du Hanovre et du Limbourg. À l'été 1722, il est de retour en Suède où il fait paraître Sur la dépréciation et l'élévation des monnaies en Suède. Il invente un système décimal monétaire, également utilisable pour l’étude de la cristallographie.
En 1724, Swedenborg décline la chaire de mathématiques que lui proposait l'Université d'Uppsala et qui était vacante depuis la mort de Nils Celsius. Il veut en effet se consacrer à son grand projet, les Principia, qui l'occupera durant douze ans. Il est le premier à émettre l'hypothèse de la formation du système solaire. il énonce une théorie moderne de l'atome, décrit la nature de la Voie lactée, précédant celles de Buffon et de Laplace, propose une théorie ondulatoire de la lumière et une théorie cinétique de la chaleur. Il publie une méthode de calcul des longitudes suivant l'observation des phases de la lune, étudie la formation des marées, s'intéresse à la cristallographie et à la métallurgie, ainsi qu'au magnétisme et à l'électricité, devançant les travaux de Franklin et de Faraday. En octobre 1733, il publie à Leipzig les trois tomes de Opera philosophica et mineralia qu'il fera paraître en version révisée à Dresde en 1734. Le tome premier s'intitule Principes des choses naturelles et nouvel essai d'un exposé philosophique du monde élémentaire (Principia rerum naturalium, sive novorum tentaminum phoenomena mundi elementaris philosophice explicandi). Cet ouvrage lui vaut reconnaissance et honneurs. La même année, il publie à Dresde L'Infini, la cause finale de la nature, et le lien de l'âme et du corps... Essai sur la cause finale de la création ainsi que le mécanisme de l'âme et du corps (Prodromus philosophiae rationalis de infinito et causa finali creationis : deque mechanismo operationis animae et...). Il retourne en Suède où il arrive en juillet 1734 pour l'assemblée des États.

### Études anatomiques
À partir des années 1730, Swedenborg s'intéresse de plus en plus aux questions spirituelles. Il cherche à découvrir une théorie expliquant les relations entre la matière et l'esprit et s'intéresse pour cela à l'anatomie. Il découvre la fonction des glandes endocrines, propose une localisation dans le cerveau des centres sensoriels et moteurs. Il s'intéresse au contrôle des mouvements automatiques par le cervelet et au rôle de la glande pinéale. Il produit également une étude avancée sur la circulation du sang et sur la relation du cœur et des poumons (voir Œconomia regni animalis). Les travaux médico-psychologiques de Swedenborg, très en avance sur son temps, sont rassemblés dans un traité en quatre volumes, Le Cerveau, qui ne sera redécouvert qu’en 1880 parmi les archives de l’Académie Royale des sciences de Suède, quand ils sont dépassés par la science médicale.
En 1735, son père décède, lui laissant quelque fortune (sa mère était morte en 1720). Mais cela le plonge dans une grave crise affective, qui va renforcer son intérêt pour les questions spirituelles. Le 10 juillet 1736, il entame un voyage de quatre ans à travers l'Europe : à Copenhague il suit les cours de Christian Wolff, à Rotterdam il fréquente les théâtres ; il reste à Paris un an et demi et séjourne en Italie du nord puis remonte sur Paris et Amsterdam, où il publie le premier volume de son Œconomia regni animalis. Le 3 novembre 1740 il est de retour à Stockholm. Il se met à la recherche du siège de l'âme et effectue pour cela des dissections de cerveaux, mais sans succès.
En 1744, il publie à La Haye son Règne animal d'abord en deux volumes. Le troisième sera publié à Londres en 1745.
De cultu et Amore Dei est un ouvrage qui marque la transition entre ses publications scientifiques et ses écrits théologiques.

### Période mystique
En 1741, il commence à éprouver des expériences où se projettent des points lumineux sur sa rétine. Il commence à s'intéresser à ses rêves. Il note ses expériences et ses rêves dans son Drömmar (Rêves) écrit entre décembre 1743 et octobre 1744 et dans son Diarium Spirituale écrit entre 1747 et 1765. Le 30 juin 1743, il se rend en Hollande où il règle des affaires avec son imprimeur.

En 1743, il a sa première expérience mystique, dont il parle ouvertement dans une lettre à son ami le Dr Hartley :

« J'ai été appelé à une fonction sacrée par le Seigneur lui-même, qui s'est manifesté en personne devant moi son serviteur. Alors il m'a ouvert la vue pour que je voie dans le monde spirituel. Il m'a accordé de parler avec les esprits et les anges... »

À la suite de cela, alors âgé de 56 ans, il abandonne ses recherches scientifiques pour se consacrer entièrement à la recherche théologique et philosophique afin de faire découvrir aux hommes une spiritualité rationnelle basée sur des visions de l'au-delà. Il commence l'apprentissage de l'hébreu à l'âge de 57 ans.
En mai 1744, il repart à Londres, où il a de nouveau une vision. De retour à Stockholm en août 1745, il écrit au roi pour résilier ses fonctions au collège des Mines afin de se consacrer à ses études théologiques. Le 17 juillet 1747, il part en Hollande où il prépare son premier ouvrage théologique Les Arcanes célestes, un ouvrage en douze gros volumes comptant 10 837 articles. Fin 1748, il s'installe à Londres. De 1749 à 1756, il publie les huit premiers volumes de ses Arcanes célestes, sans nom d'auteur, d'éditeur, ni de ville. Il revient à Stockholm le 23 juillet 1756.
En 1758, il publie à Londres cinq nouveaux ouvrages : Le jugement dernier, De coelo et ejus mirabilibus et de inferno, ex auditis et visis (Du ciel et de ses merveilles et de l'enfer), Du cheval blanc de l'Apocalypse, Des terres dans notre monde solaire, et De la Nouvelle Jérusalem et de sa doctrine céleste. En 1759, il quitte Londres pour rentrer dans son pays.

Toute sa théorie repose sur le principe des correspondances entre le monde spirituel et le monde matériel —une théorie qui intéressera Baudelaire, dont un poème s'intitule précisément « Correspondances ». Pour Swedenborg, monde spirituel et monde naturel s'interpénètrent au point que toute frontière est fluide et incertaine. Le ciel et l'enfer ne sont pas des récompenses ou des punitions mais des états librement choisis : le ciel est un lieu de travail, d'altruisme, d'empathie, tandis que l'enfer est le règne de l'individualisme, de la haine, de la méfiance, de la poursuite du pouvoir. La personne haineuse et avide de pouvoir quitterait le ciel avec effroi pour retourner dans l'enfer, qui lui convient mieux. La conversation entre les anges et les esprits détermine les plus petits faits de notre vie. Swedenborg fait une grande place à l'amour, tant spirituel que physique : 

« l’amour conjugal — entendre conjugué, intime — permet seul de connaître l’autre sur le plan de la substance spirituelle, donc sur le plan de l’intériorité, de l’induction psychique. Il dit que l’amour métaphysique outrepasse de beaucoup l’amour physique, et que le premier n’est donné qu’à ceux et celles qui peuvent établir une union des âmes pour compléter l’union des corps. »

Balzac développera ce thème dans Séraphîta.

Très loin du matérialisme de l'époque, il y a dans la pensée de Swedenborg un profond altruisme :

« Le plaisir céleste résulte de l’accomplissement de quelque chose d’utile pour soi et pour autrui. Toute l’existence des anges consiste, sous une forme ou une autre, à se rendre utile. »

 Sa psychologie se caractérise par l'accent mis sur les aspects sociaux en même temps que la recherche d’une communication profonde et authentique, et un intérêt pour la croissance du potentiel de chaque individu.

### Dernières années
En 1761, il soumet à la Diète trois mémoires : sur la monnaie métallique, sur les finances et sur le cours des changes. En 1762, après la clôture de la Diète, il part de nouveau pour Amsterdam.

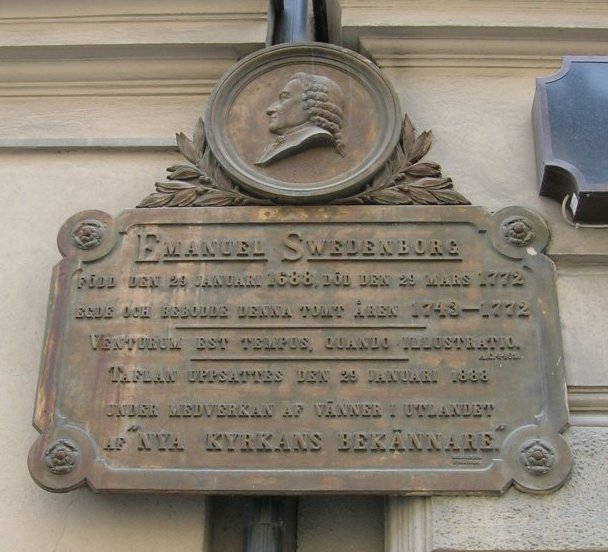
Plaque à la mémoire d'Emanuel Swedenborg à l'emplacement de sa maison natale à Stockholm.

En 1763, il publie à Amsterdam, Doctrine sur le Seigneur, Doctrine sur l'Écriture Sainte, Doctrine de vie et Doctrine sur la foi. Puis, de 1764 à 1766, La Sagesse angélique sur le divin Amour et la divine Sagesse, La Sagesse angélique sur la divine Providence, Exposition sommaire du sens interne des Psaumes et des prophètes.
En 1764, il reparaît à Stockholm, mais il trouve la Suède en proie aux dissensions politiques et n'y fait qu'un court séjour. De retour à Amsterdam en 1765 il publie l'Apocalypse révélée, où se trouvent dévoilées les choses mystérieuses qui y sont prédites et qui étaient demeurées cachées jusqu'à ce jour. Reparti à Londres, il revient en Suède à la fin de 1766, passant toute l'année 1767 à Stockholm.
En mai 1768, il quitte la Suède pour se rendre en Hollande. À Amsterdam il fait paraître cette même année, en deux volumes, Deliciae sapientiae de amore conjugiali (Les Délices de la Sagesse sur l'amour conjugal et les Voluptés de la folie sur l'amour scortatoire) ; la rumeur entourant le livre, et plus encore le fait qu'il ait paru sous le vrai nom de Swedenborg firent scandale : en 1769 le Consistoire de Gothenburg formule des accusations d'hérésie à l'encontre de Swedenborg qui est accusé de socinianisme et de mahométisme. La santé mentale de Swedenborg est mise en question par ses opposants. Le roi demande un rapport. Une ordonnance royale déclare que ses ouvrages ne doivent pas être enseignés.
En 1769, il fait un court séjour à Londres pour y publier le Traité des rapports ou du commerce de l'âme avec le corps.
Le 19 juin 1770, il achève l'écriture de Vera Religio Christiana (La vraie religion chrétienne). Un mois plus tard, il quitte Stockholm pour Amsterdam où il entreprend d'y faire imprimer son livre, ce qui est fait fin juin 1771. Il se rend alors à Londres. Le 24 décembre 1771, il a un ictus. Il meurt à Londres le 29 mars 1772, à la date exacte qu’il avait lui-même prédite, et est enterré le 5 avril dans le caveau du chœur de l'église suédoise d'Ulrique-Éléonore. Son corps est rapatrié sur un navire de la marine suédoise et enterré en la cathédrale d’Uppsala en 1908.

## Postérité
Une quinzaine d'années après sa mort, de petites communautés de lecteurs s'assemblent pour étudier son enseignement, surtout en Angleterre, dont avant tout William Blake et Thomas de Quincey, le premier étant qualifié de « disciple rebelle de Swedenborg » par Borges.
Le 7 mai 1787, The New Church est instituée à Londres, s'emparant des idées de Swedenborg, et commençant à former des disciples et des missionnaires, bientôt appelés les « swedenborgiens », qui, depuis l'Angleterre, passent aux États-Unis — le plus connu est Johnny Appleseed —, et en Afrique. En 1817, est fondée à Cambridge, Massachusetts, la Swedenborgian Church of North America (en).
En France, Swedenborg exerça une forte influence sur les écrivains et poètes romantiques. Balzac — pour qui « Swedenborg résume toutes les religions, ou plutôt la seule religion de l'Humanité » — contribue à le faire connaître, notamment par son roman autobiographique Louis Lambert et par Séraphîta, dans lequel le pasteur Becker fait l’éloge du mystique suédois. Charles Baudelaire est un lecteur assidu de Swedenborg. Alphonse-Louis Constant associe Swedenborg à l'occultisme. Paul Valéry signe la préface de la traduction française de la biographie intitulée Svedenborg par Martin Lamm, éditée par Stock en 1936.
L'Angleterre victorienne, avec entre autres Henry James Sr. (en), puis les penseurs occidentaux de la première moitié du XXe siècle, le redécouvrent via Arthur Conan Doyle, Ralph Waldo Emerson, George Bernard Shaw, John Flaxman, George Inness, Carl Jung, Oscar Vladislas de Lubicz-Milosz, August Strindberg, Daisetz Teitaro Suzuki, W. B. Yeats et Jorge Luis Borges.
Les peintres belges Fernand Khnopff et Jean-Jacques Gailliard sont également des adeptes. Malcolm de Chazal se dit influencé par la pensée swedenborgienne.

## Questions sur sa santé mentale
Kant s’est beaucoup intéressé à l’œuvre théosophique de Swedenborg et demanda à un ami anglais de lui rendre visite. Ce dernier lui décrit Swedenborg comme « un homme raisonnable, agréable, franc et très cultivé ». Dans un essai de jeunesse publié en 1766, Les rêves d’un voyeur d’esprits expliqués par des rêves de la métaphysique, Kant conclut qu’il est difficile de distinguer entre délire visionnaire et métaphysique dogmatique. La préface à la première édition de La Critique de la raison pure reprend les critiques qui s’adressaient en 1766 au délire extravagant et aux constructions idéalistes. Mais dans ses Leçons de philosophie, Kant rend hommage à Swedenborg. Il reconnaît l'existence d'une intuition spirituelle et d'une connaissance intuitive de l'autre monde et juge « tout à fait sublime  » la pensée de Swedenborg concernant les notions de damnation et de béatitude spirituelles.
Johan Henric Kellgren, écrivain suédois contemporain de Swedenborg, le considérait comme fou.
Un médecin suédois du début du XXe siècle a conclu que Swedenborg était mentalement dérangé, souffrant de paranoïa et d'hallucinations. C'est également l'avis auquel arrive en 1994 un psychiatre, pour qui Swedenborg souffrait d'hallucinations dues à une schizophrénie aigüe ou à une psychose épileptique. Une autre hypothèse est qu'il souffrait d'une épilepsie du lobe temporal. Le psychiatre Raymond Moody a noté des similitudes entre Swedenborg et les expériences de mort imminente.
Cette explication par la folie n'était donc pas rare à l'époque même de Swedenborg, mais elle était tempérée par son activité au Parlement suédois et à l'Académie des sciences. En outre, le système de pensée à la base de ses écrits théologiques est considéré par certains comme remarquablement cohérent. De plus, ses contemporains le décrivent comme un homme chaleureux, aimable avec les gens, capable de parler de ses expériences spirituelles avec clarté et de façon naturelle,,, et dont la conversation était plaisante et intéressante.  
Il est à noter que Swedenborg a toujours soutenu que c'est à la demande expresse du Seigneur qu'il a publié ses écrits et assure que, sans cette obligation, jamais il n'aurait publié des textes dont il savait d'avance qu'ils le feraient paraître ridicule et menteur. Henry Corbin a également noté les multiples concordances entre les expériences visionnaires de Swedenborg  telles qu'il les interprétait lui-même et certains thèmes du soufisme iranien et de la gnose chiite comme les notions de monde imaginal et de corporéité spirituelle. 

## Principaux ouvrages

Miscellanea de rebus naturalibus, 1911

Il a publié, le plus souvent à ses frais, soixante-dix sept volumes, la plupart en latin, couvrant des domaines aussi variés que la mathématique, la physique, l'anatomie, la géologie, la cosmologie, la mécanique, la physiologie animale, la psychologie, la théosophie. Ses ouvrages théologiques furent édités en Angleterre et en Hollande à cause de la censure des autorités suédoises. Une partie seulement de ses travaux a été traduite. Si Pernety est l'auteur de la première traduction en français — en 1782 — du Traité du Ciel et de l'enfer, suivi par les traductions de J.-P Moët publiées de 1819 à 1824, c'est surtout à Jacques-François Le Boys des Guays, un fervent adepte, que l'on doit la traduction et la publication des œuvres théologiques de Swedenborg en français à compter des années 1830. La Swedenborg Society s'attela dès sa création en 1810 à la traduction du corpus en anglais Rudolf Leonhard Tafel avait déjà traduit certains ouvrages en anglais. Daisetz Teitaro Suzuki (par ailleurs auteur d'un Swedenborg: Buddha of the North) a traduit certaines œuvres en japonais vers 1913.
- Traité des représentations et des correspondances (Clavis Hieroglyphica arcanorum naturalium et spiritualitium per viam Repraesentationum et Correspondentiarum, 1741, publié à Londres en 1784). Trad. fr. J.F.E. Le Boys des Guays : Traité des représentations et des correspondances, Saint-Amand, Librairie de la Nouvelle Jérusalem, 1857. en ligne Index des symboles du corps spirituel dans le corps humain, montrant que chaque partie physique a sa contrepartie sur le plan subtil de l’âme, et qu’il existe une relation de cause à effet entre l’état du mental et celui du corps. Trad. an. : Hieroglyphic Key, Swedenborg Scientific Association Philadelphia, 1955.
- Le livre des rêves. Journal des années 1743-1744, trad. Régis Boyer, Berg, 1991.
- Regnum Animale (1744-1745). Trad. an. : The Animal Kingdom, Londres, West Newbery, 1843. Le concept de correspondances comme principe général pour regarder le monde physique comme un simple symbole du monde spirituel.
- De Cultu et Amore Dei (Londres, 1745). Trad. an. (1914) : The Worship and Love of God, Swedenborg Society, 1997.
- Arcanes célestes (Arcana Caelestia, quae in Scriptura Sacra, seu Verba Domini, sunt detecta, ouvrage publié à Londres, en latin et en 8 volumes, entre 1749 et 1796. Traduction française J. F. E. Le Boys des Guays, Arcanes célestes qui sont dans l'Écriture sainte, ou La parole du Seigneur avec les merveilles qui ont été vues dans le monde des esprits et dans le Ciel des anges, 1841-1854, 16 volumes, dont les cinq premiers sont réédités. Exégèse de la genèse et de l’exode bibliques, avec références à tout l’ancien et le nouveau testament sur trois plans : historique, psychologique et sacré. Développement de la régénération de l’être humain en parallèle avec la glorification de Jésus-Christ. États d’âme et tentations de l’individu de Jésus-Christ qui en est l’archétype.
  - tome I : Genèse chap. I-VII, n° 1-823  
  - tome II : Genèse chap. VIII-XII n° 824-1520 
  - tome III : Genèse chap. XIII-XVII n° 1521-2134 
  - tome IV : Genèse chap. XVIII-XXI n° 2135-2759 
  - tome V : Genèse chap. XXII-XXVI n° 2760-3485  
  - tome VI : Genèse XXVII-XXX n° 3486-4055 
  - tome VII : Genèse chap. XXXI-XXXV n° 4056-4634  
  - tome VIII : Genèse chap. XXXVI-XL n° 4635-5190 
  - tome IX : Genèse chap. XLI-XLIV n° 5191-5866 
  - tome X : Genèse chap. XLV-L n° 5867-6626 
  - tome XI : Exode chap. I-VIII n° 6627-7487 
  - tome XII : Exode chap. IX-XV n° 7488-8386 
  - tome XIII : Exode chap. XVI-XXI n° 8387-9111  
  - tome XIV : Exode chap. XXII-XXV n° 9112-9584 
  - tome XV : Exode chap. XXVI-XXIX n° 9585-10166 
  - tome XVI : Exode chap. XXX-XL n° 10167-10837
- Du Ciel (et de ses merveilles) et de l'Enfer, d'après ce qui a été entendu et vu (De Coelo et ejus Mirabilibus, et de INferno, ex Auditis et Visis, 1758). Trad. Le Boys des Guays, Fischbacher, 1899. Édition en français : Le Ciel, ses merveilles et l'Enfer, d'après ce qui a été vu et entendu, traduction de Le Boys des Guays revue et corrigée, prolégomènes et note sur la terminologie par L. Jean Français, R.S.F., 1960. Swedenborg montre dans ce livre que le ciel et l'enfer sont d'abord des états d'âme pour ensuite devenir des lieux. Après la mort du corps physique, l'individu passe un temps intermédiaire dans le monde des esprits, où il choisira librement, par la suite, d'aller soit au ciel, soit en enfer, étant précisé que ni l'un ni l'autre n'est à considérer comme étant une récompense ou une punition. Descriptions d'une expérience de voyage dans l'au-delà et de rencontres avec des anges et des démons.
- La nouvelle Jérusalem et sa doctrine céleste (De Nova Hierosolyma et ejus Doctrina Coelesti, Londres, 1758). Trad. J.-P. Moët : De la Nouvelle Jérusalem et de sa doctrine céleste, d'après ce qui a été entendu du ciel, Paris, Treuttel et Würstz, 1821. En ligne Résumé des doctrines et des éléments de la théologie de Swedenborg.
- La sagesse angélique sur le divin amour et sur la divine sagesse (Sapientia Angelica de Divino Amore et de Divina Sapientia, Amsterdam, 1763). Trad. fr. par J.F.E. Le Boys des Guays, La sagesse angélique sur le divin amour et sur la divine sagesse, 1851. Présente cinq aspects de la vision de l’existence : nature de Dieu ; nature du monde spirituel ; nature de l’homme ; doctrine des degrés ; création de l’univers.
- La sagesse angélique sur la divine providence (Sapientia Angelica de Divina Providentia, Amsterdam, 1763). Trad. fr. par J.F.E. Le Boys des Guays : La sagesse angélique sur le divine providenvce, Paris, Minot, 1854. Nature de la relation entre Dieu et l’être humain. Description des lois spirituelles qui régissent l’univers : le Karma, cause des maladies et des guerres et de la souffrance en général, régénération de l’individu.
- L'Apocalypse expliquée selon le sens spirituel où sont révélés les Arcanes qui y sont prédits, et qui jusqu'à présent ont été profondément cachés (Apocalypsis Revelata, I et II, 1766). Ouvrage posthume d'Emanuel Swedenborg, traduit du latin par J.-F.-E. Le Boys des Guays, 1855-1859 :
  - Tome premier, chapitres I-IV, nos 1 à 295, 1855. Texte en ligne sur Gallica ;
  - Tome deuxième, chapitres V-VI, nos 296 à 414, 1856. Texte en ligne sur Gallica ;
  - Tome troisième, chapitres VII-IX, nos 415 à 591, 1856. Texte en ligne sur Gallica ;
  - Tome quatrième, chapitres X-XI, nos 592 à 704, 1857. Texte en ligne sur Gallica ;
  - Tome cinquième, chapitres XII-XIII, nos 705 à 847, 1858. Texte en ligne sur Gallica ;
  - Tome sixième, chapitres XIV-XVII, nos 848 à 1049, 1859. Texte en ligne sur Gallica ;
  - Tome septième, chapitres XVIII-XIX, nos 1050 à 1229, 1859. Texte en ligne sur Gallica.
- L’amour vraiment conjugal (Delitiae Sapientiae de Amore Conjugiali, 1768. Trad. : Les délices de la sagesse, sur l'amour conjugal ; à la suite sont placées les voluptés de l'amour scortatoire, trad. J.F.E. Le Boys des Guays, Paris, 1887. Texte en ligne sur Gallica Description de la nature céleste de la complémentarité entre mari et femme. Les époux forment ensemble un « Ange » et vivent éternellement unis l’un à l’autre après la mort dans une jeunesse perpétuelle. Description de la nature de cet amour. L'amour scortatoire désigne les désirs malsains qui sont contraires à la réalisation harmonieuse du couple et qui le tuent.
- La vraie religion chrétienne (Vera Christiana Religio, en 2 volumes, 1770-1771). Trad. fr. J.F.E. Le Boys des Guays : La vraie religion chrétienne, contenant toute la théologie de la Nouvelle Église, Saint-Amand, Librairie de la Nouvelle Jérusalem, 1852-1853. Dernier ouvrage de Swedenborg, portant sur la nature du christianisme spirituel. Comparaison des différents dogmes chrétiens avec ce qu’enseigne la Bible dans son sens allégorique. Signification du baptême, de la sainte Cène, de la Trinité, du Décalogue, de la vie éternelle, du salut, du retour du Christ, de la dégénérescence de l’humanité et de sa régénération, de l’Homme cosmique.